# فهرست شرکت‌های واقع در سیاتل
فهرست شرکت‌های واقع در سیاتل (انگلیسی: List of companies based in Seattle) شامل شرکت‌های شناخته شده در سیاتل می‌باشد.

## بیوتکنولوژی
- زیست‌دارو آلدر

## سخت‌افزار کامپیوتر
- کری (شرکت)
- شبکه‌های اف۵

## خوردنی و آشامیدنی
- استارباکس

## مالکیت معنوی
- گتی ایمجز

## اینترنت
- گروه زیلو
- توربو (نرم‌افزار)
- نرم‌افزار تابلو
- جغراگنج‌بازی
- شبکه‌های اف۵
- آمازون (شرکت)

## خرده فروشی
- نوردستروم
- آمازون (شرکت)

## حمل و نقل
- بوئینگ
- آلاسکا ایرلاینز

## بازی‌های ویدیویی
- ساکر پانچ پروداکشنز